# Ait Makhlouf
Ait Makhlouf (en àrab آيت مخلوف, Āyt Maẖlūf; en amazic ⴰⵢⵜ ⵎⵅⵍⵓⴼ) és una comuna rural de la província de Taroudant, a la regió de Souss-Massa, al Marroc. Segons el cens de 2014 tenia una població total de 4.752 persones.